# Championnat du Malawi de football 2013
Navigation
Saison précédente Saison suivante
La saison 2013 du Championnat du Malawi de football est la vingt-huitième édition de la Super League, le championnat de première division malawite. Elle se déroule sous la forme d’une poule unique avec quinze formations, qui s’affrontent à deux reprises. En fin de saison, les trois derniers du classement sont relégués et remplacés par les trois meilleurs clubs de D2.
C'est le club de Silver Strikers, double tenant du titre, qui remporte à nouveau le championnat cette saison après avoir terminé en tête du classement final, avec trois points d'avance sur Moyale Barracks FC et quatre sur MAFCO FC. C'est le huitième titre de champion du Malawi de l'histoire du club.
La fin de saison a été agitée puisque des heurts entre supporters des équipes de Silver Strikers et Mighty Wanderers font une victime, lors de la dernière journée de championnat. Le match est arrêté et la fédération demande qu'il soit rejoué à huis clos, en février 2014, après plusieurs reports. Les sanctions décidées par les instances du football malawite, d'abord sous forme de suspension du championnat, sont finalement transformées en points de pénalité, applicable lors de la saison 2014 (9 points pour Silver Strikers, 6 pour les Mighty Wanderers).

## Les clubs participants
- FC Bullets
- Moyale Barracks FC
- CIVO United
- Silver Strikers
- Red Lions Zomba
- Tigers FC
- Mighty Wanderers
- Blue Eagles FC
- Environ FC - Promu de D2
- Blantyre United
- Mponela United - Promu de D2
- EPAC United
- Kamuzu Barracks FC
- MAFCO FC
- Mzuzu United - Promu de D2

## Compétition

### Classement
| Rang | Équipe             | Pts | J  | G  | N  | P  | Bp | Bc | Diff |
| ---- | ------------------ | --- | -- | -- | -- | -- | -- | -- | ---- |
| 1    | Silver StrikersT   | 53  | 28 | 16 | 5  | 7  | 38 | 16 | +22  |
| 2    | Moyale Barracks FC | 50  | 28 | 15 | 5  | 8  | 47 | 23 | +24  |
| 3    | MAFCO FC           | 49  | 28 | 14 | 7  | 7  | 41 | 31 | +10  |
| 4    | Kamuzu Barracks FC | 47  | 28 | 13 | 8  | 7  | 42 | 29 | +13  |
| 5    | Blue Eagles FC     | 47  | 28 | 13 | 8  | 7  | 32 | 25 | +7   |
| 6    | Mighty WanderersC  | 45  | 28 | 12 | 9  | 7  | 26 | 22 | +4   |
| 7    | Red Lions Zomba    | 42  | 28 | 11 | 9  | 8  | 36 | 30 | +6   |
| 8    | FC Bullets         | 41  | 28 | 10 | 11 | 7  | 34 | 25 | +9   |
| 9    | Tigers FC          | 39  | 28 | 9  | 12 | 7  | 24 | 21 | +3   |
| 10   | CIVO United        | 36  | 28 | 9  | 9  | 10 | 28 | 22 | +6   |
| 11   | EPAC United        | 36  | 28 | 10 | 6  | 12 | 38 | 36 | +2   |
| 12   | Blantyre United    | 30  | 28 | 8  | 6  | 14 | 27 | 42 | -15  |
| 13   | Mponela UnitedP    | 26  | 28 | 6  | 8  | 14 | 29 | 43 | -14  |
| 14   | Envirom FCP        | 20  | 28 | 5  | 5  | 18 | 22 | 47 | -25  |
| 15   | Mzuzu UnitedP      | 12  | 28 | 2  | 6  | 20 | 22 | 74 | -52  |

|  | Champion du Malawi 2013                                                                |
|  | Relégation directe en deuxième division                                                |
|  | T : Tenant du titre C : Vainqueur de la Coupe du Malawi P : Promu de deuxième division |

## Bilan de la saison
| Championnat du Malawi de football 2013 |                            |
| Champion                               | Silver Strikers (8e titre) |
| Coupes et trophées                     |                            |
| Vainqueur de la Coupe du Malawi 2013   | Mighty Wanderers           |
| Qualifications continentales           |                            |
| Ligue des champions de la CAF 2014     | Aucun                      |
| Coupe de la confédération 2014         | Aucun                      |
| Promotions et relégations              |                            |
| Promus en Super League                 | Karonga United             |
| Promus en Super League                 | Airborne Rangers           |
| Promus en Super League                 | Chikwawa United            |
| Relégués en National League            | Envirom FC                 |
| Relégués en National League            | Mponela United             |
| Relégués en National League            | Mzuzu United               |